# Zaštitni plin
Zaštitni plin se koristi kod elektrolučnog zavarivanja, kod postupaka: zavarivanje TIG postupkom, zavarivanje MIG postupkom i zavarivanje MAG postukom. Zaštitni plin kod ovih postupaka bitno određuje kvalitetu zavarenog spoja. U počecima uvođenja postupka zavarivanja u atmosferi zaštitnog plina uobičajeno je bilo svega nekoliko pojedinačnih plinova, na primjer kod zavarivanja MIG postupkom čisti argon, a kod zavarivanja MAG postupkom čisti ugljikov dioksid. Danas prevladavaju mješavine plinova. U međuvremenu je količina standardiziranih plinskih mješavina znatno povećana, jer se kao dijelovi u mješavini ne primjenjuju samo argon i CO2, već također i kisik, helij, vodik i dušik. Podjela različitih zaštitnih plinova dana je u europskom standardu EN „Zaštitni plinovi za elektrolučno zavarivanje i rezanje“.

## Primjena zaštitnih plinova u zavarivanju
Izbor zaštitnih plinova je ovisna o vrsti osnovnog materijala i primjeni:
- argon je najčešće korišten zaštitni plin, a koristi se kod zavarivanja čelika, nehrđajućih čelika, aluminijevih legura, titanijevih legura;
- argon + vodik (2 do 5%) ima reducirajuće djelovanje, bolji izgled zavara, nema površinske oksidacije. Električni luk je uži i ima veću energiju, te omogućava veće brzine zavarivanja. Nedostatak je opasnost od pojave vodikom uzrokovanih pukotina i poroznosti kod aluminija;
- argon + helij (do 50%); helij utječe na povećanje energije električnog luka, što omogućava više brzine i bolju penetraciju. Nedostatak je visoka cijena i poteškoće kod uspostavljanja električnog luka;
- argon + dušik (1 do 3%) koristi se kod zavarivanje duplex i austenitnih čelika, niklovih legura;
- dušik, dušik + vodik ili argon se koriste za zaštitu korijena zavarenog spoja.[2]

### Argon
Argon je bezbojni plemeniti plin bez mirisa, teži od zraka. Najvažnije kemijsko svojstvo argona je inertnost (neutralnost) kemijskih reakcija. Ovo svojstvo argona ga svrstava u red idealnih zaštitnih plinova, čak i kod temperatura koje su uobičajene u metalurgiji i zavarivanja električnim lukom. Argon kod visokih tlakova pokazuje „realno“ ponašanje koje odstupa od idealnog plinskog zakona. To uzrokuje između ostalog i to da boca kod 200 bar sadrži oko 7 % više argona, nego što bi bilo za očekivati na temelju idealnog plinskog zakona. Argon nije otrovan, ali može isto kao i dušik, istisnuti kisik potreban za disanje. Budući da je argon uz to teži od zraka, može doći do nakupljanja argona u razini tla, te naročito u udubljenjima.

### Helij
Helij je na običnoj temperaturi plin bez boje, mirisa i okusa, u načelu kemijski gotovo potpuno neutralan, od svih plinova najteže ukapljiv. Poslije vodika, najlakši je plin. Iako atom helija ima četiri puta veću masu od atoma vodika, gustoća mu je samo dva puta veća jer se atomi helija, kao i ostalih plemenitih plinova, ne vezuju u molekule. Uz iste uvjete, u nekom određenom obujmu plemeniti plin ima dva puta manje atoma od drugih plinova. Tekući helij ima najniže vrelište od svih elemenata, a pri standardnom tlaku nema talište, već je, da bi se skrutio, potrebno tlačiti ga.
Helij je nakon vodika najrasprostranjeniji kemijski element u svemiru. U Zemljinoj atmosferi gotovo da i nema helija.  Zbog toga se cjelokupna potreba za helijem pokriva iz izvora prirodnog plina koji sadrže helij. Bogati izvori su u SAD-u, Sjevernoj Africi i Rusiji, te pokrivaju cjelokupne svjetske potrebe. Ako je helij potreban kao rashladno sredstvo ili se prevozi na velikim udaljenostima, koristi se helij u pothlađenom tekućem obliku.

### Ugljikov dioksid
Ugljikov dioksid CO2 se ponekad koristi kod zavarivanja, iako on reagira (oksidira) s većinom metala i čini zavar krhkijim i kvari kvalitetu zavara. Zbog toga se kao zaštitni plin više preporučuje argon ili helij. Takav postupak se naziva zavarivanje MAG postupkom ili elektrolučno zavarivanje taljivom žicom u zaštiti aktivnim plinom. Ovaj postupak omogućuje nešto veću temperaturu tekućeg zavara i pojačava protok i uglavnom se može koristiti kod čelika sa srednjom koncentracijom ugljika, gdje rastezljivost materijala nije pretjerano bitna.

## Reakcije plinova s rastaljenim metalima
Rastaljeni metal (kapi metala, kupka) otapa u sebi veće količine kisika, vodika i dušika, pa dolazi do međusobnih kemijskih reakcija plin - metal, koje bitno utječu na svojstva i kvalitetu zavarenog spoja. Metali već pri sobnim temperaturama sadrže male količine plinova (zaostali kisik, vodik, dušik). Dodatno, kao izvori plinova pri zavarivanju mogu se navesti nečistoće osnovnog i dodatnog materijala kao što su: ugljikovodici, oksidi, hidroksidi i drugi organski i anorganski materijali, koji se pri visokim temperaturama raspadaju i oslobađaju plinove. Također, iz atmosfere, koja okružuje rastaljene kapi i kupku metala utječu prisutni plinovi (kisik, vodik, dušik, ugljikov dioksid, vodena para).
Kod na primjer zavarivanja MAG postupkom, i prijelaza materijala u finim kapima u električnom luku, reakcije mogu biti vrlo snažne, unatoč vrlo kratkog vremena prijelaza kapi. Sitne kapi metala u luku zagrijanog visoko iznad tališta (od 1800 do 2400 ºC) pružaju relativno veliku površinu za reakciju. Zbog disocijacije i ionizacije molekula plinova, atmosfera u električnom luku je vrlo aktivna. Čak i dušik, koji se smatra neutralnim, pri visokim temperaturama u električnom luku postaje vrlo aktivan. U električnom luku temperatura plinova doseže lokalno od 5000 do 15 000 ºC, pa se molekularni plinovi raspadaju u atome, a djelomično i u ione. Takvo stanje plinova zovemo plazmom. Vodik se potpuno razlaže na atome pri 5 000 ºC, a dušik pri 10 000 ºC.
Neki postupci, kao zavarivanje TIG postupkom i zavarivanje MIG postupkom (zavarivanje MAG postupkom) s kratkim električnim lukom daju manju mogućnost reakcije plina s metalom, jer metal prelazi u grubim kapima, koje imaju manju površinu izloženu okolnoj atmosferi i kapi ne "lete" slobodno kroz plazmu luka, gdje bi se zagrijale na visoke temperature. Temperatura ovih relativno velikih kapi je samo oko 100 ºC iznad tališta. Kod zavarivanja pod zaštitnim praškom dolazi do stvaranja zaštitnog sloja troske između rastaljenog metala i atmosfere, pa su moguće reakcije s plinovima minimalne.
Najčešće korišteni načini zavarivanja ručno elektrolučno zavarivanje (REL) i zavarivanje MAG postupkom, zahtijevaju posebno dobro poznavanje reakcija plina s metalom. U razvoju zavarivanja je uočeno da se bolja kvaliteta zavara postiže dodavanjem u oblogu materijala za stvaranje zaštitne atmosfere luka, kojom isključujemo utjecaj zraka: kisika, dušika, vodene pare, koji su jako aktivni u atmosferi (plazma elektrolučni luk), a time i štetni.

### Dezoksidacija
Kisik je uvijek, u većoj ili manjoj količini, prisutan u rastaljenom metalu. Mora se spriječiti njegova reakcija s ugljikom iz cementita (Fe3C), jer može uzrokovati poroznost i razugljičenje: C + O =˃ CO (plinski mjehurići, poroznost). Dodajući u oblogu elektrode ili u žicu za zavarivanje elemente, koji imaju veliki afinitet prema kisiku: aluminij, silicij, mangan, titanij i cirkonij, dolazi do kemijskih reakcija:
Si + 20 =˃ SiO2
2Al + 30 =˃ AL2O3
Mn + O =˃ MnO
Produkti dezoksidacije su troska ili nemetalni mikrouključci u strukturi zone taljenja. Titanij, aluminij i cirkonij su jaki dezoksidanti, oko 5 puta jači od mangana ili silicija. Ako ovi produkti ostanu u metalu, a ne isplivaju u obliku troske, tada se oni u strukturi skrutnutog metala nalaze u obliku fino raspršenih nemetalnih mikrouključaka, koji bitno ne utječu na svojstvo zavara, pa su daleko manje štetni od poroznosti. Treba napomenuti da previsok sadržaj dezoksidanata aluminija i silicija u čeliku smanjuje njegovu žilavost i istezljivost, posebno pri niskim temperaturama. Dezoksidanata treba dodati obzirom na prisutan kisik tek nešto malo više, nego je teorijski potrebno. Smatra se da silicija treba biti više od 0,35 %, da se ne pojavi porozonost u čeliku zbog mjehurića plina pri skrućavanju npr. ingota.

### Poroznost
Poroznost nastaje zbog reakcija plina s metalom i zbog otapanja velike količine raznih plinova u talini, koji pri skrućivanju moraju napustiti talinu zbog velikog pada rastvorljivosti (topivosti) plinova u talini. Plinovi se izdvajaju iz taline u obliku mjehurića, koji mogu ostati zarobljeni u metalu čineći poroznost (plinske uključke), ako je došlo do brzog skrućivanja, pa mjehurić nije imao vremena isplivati na površinu. Uočiti treba da je rastvorljivost vodika veoma različita pri raznim temperaturama:
- 10-3 cm3 vodika H2 u 100 grama željeza kod 20 ºC;
- 6 cm3 - " -	kod 1536 ºC u krutom stanju;
- 27,5 cm3 - " -	kod 1536 ºC u rastaljenom stanju;
- 33 cm3 - " -	1800 ºC (temperatura kupke);
- 42,5 cm3 - " -	2500 ºC.

Velike količine vodika, se mogu apsorbirati u talini, a kasnije izlaze u obliku mjehurića ili ostaju u krutnini kao difuzijski vodik i u kristalnoj rešetci tvori visoki tlak, koji uzrokuje hladne pukotine. Da bi bilo što manje prisutnog vodika u zavarenom spoju potrebno je elektrode sušiti ili peći neposredno prije upotrebe. Tako odstranjujemo higroskopnu i vezanu vlagu. Temperatura pečenja se preporučuje oko 400 do 450 ºC za bazične elektrode u trajanju od 1 sata. Za ostale vrste elektroda se preporučuje temperatura pečenja 250 – 350 ºC, a kasnije držanje na temperaturama 100 – 150 ºC u pećima (skladištima).